# Automobilzulieferer
Ein Automobilzulieferer (englisch Automotive Supplier) ist ein Unternehmen, das Automobilherstellern einzelne Bauteile (z. B. Schrauben) oder ganze Baugruppen (z. B. vormontierte Armaturenbretter) zuliefert. Es ist somit Teil einer Auto-Lieferkette. Die Besonderheit an diesem Teil des produzierenden Gewerbes ist die häufig vorherrschende bedarfssynchrone Belieferung (englisch just-in-time oder just-in-sequence supply) der Teile zum Kunden. Die enge Verknüpfung, die dafür Voraussetzung ist, prägt die Abhängigkeit voneinander.

## Bedeutung
Die überwiegende Zahl grundlegender Innovationen kommt aus der Zulieferindustrie. Zudem übernehmen Zulieferer immer mehr Leistungen bei Produktion und Entwicklung. Etwa 78 Prozent der Wertschöpfung wird von den Zulieferern geleistet – mit steigender Tendenz – und nur 22 Prozent von den Herstellern. Die offizielle Statistik zeigt bei der Beschäftigung etwa einen Gleichstand. Danach arbeiteten 329.000 Menschen 2006 bei den Herstellern und 321.000 bei den Zulieferern. Das Fraunhofer-Institut ISI hat in einer Untersuchung festgestellt, dass der tatsächliche direkte Beschäftigungsanteil der Zulieferindustrie mit rund einer Million dreimal so hoch ist wie bisher angenommen.

## Lage
Die Automobilzulieferindustrie ist einem extrem hohen Druck von verschiedenen Seiten ausgesetzt. Die Einflussfaktoren reichen von härter werdendem globalem Wettbewerb, Kosten- und Preisdruck der Kfz-Hersteller, Anstieg der Materialpreise bis hin zum Verhalten von Banken und Finanzinvestoren. Die Folgen sind:
- Die Konzentrationsprozesse beschleunigen sich. In den kommenden Jahren wird die Zahl der Zulieferbetriebe in Deutschland hauptsächlich aufgrund fehlender Finanzmittel weiter sinken. Nach der Studie „FAST 2015“ von der Fraunhofer-Gesellschaft und Mercer wird diese Zahl bis 2015 um die Hälfte zurückgehen.
- Diese Konsolidierung auf Tier-1 erhöht auch die Spannungen zwischen Tier-1- und Tier-2-Lieferanten.
- Zulieferer mit einem Umsatzvolumen von 40 bis 100 Mio. Euro sind seit mehreren Jahren am stärksten vom Rückgang des Rohertrags und der Umsatzrendite betroffen. Die Gewinner waren dagegen Zulieferer mit einem Umsatzvolumen von 100 bis 500 Mio. Euro (IKB-Analyse).
- Insolvenzen nehmen zu.
- Besonders hart betroffen sind Automobilzulieferer in Südamerika. Laut einer 2012 veröffentlichten Studie sind 38 % aller Zulieferer in Argentinien unprofitabel.[3]

Insbesondere führt der massive Preisdruck dazu, dass Entwicklungsbudgets bei Zulieferern heruntergefahren werden und sich das Innovationstempo verlangsamt. Zudem führt diese Preisdrückerei nach aller Erfahrung zu sinkender Qualität. Die steigende Zahl der Rückrufaktionen sind unter anderem ein Indiz dafür.
Eine weitere Herausforderung für Automobilzulieferer liegt auch in dem Wandel am Markt, welcher mit neuen Entwicklungen (etwa durch Veränderungen an den Antriebssträngen bei neuen Fahrzeugmodellen) einhergeht.
Eine Möglichkeit für Automobilzulieferer, sich Erleichterung zu verschaffen, liegt im Aufbau von Lieferketten und Zweigwerken im Ausland. Europäische Zulieferer bauen in den letzten Jahren verstärkt Zweigwerke in den Ländern, in denen ihre (europäischen) Kunden Werke haben, z. B. in China. Somit ist die Lieferkette kürzer und es können neue Kunden erschlossen werden. So sind deutsche Zulieferbauteile im Ausland vielerorts, etwa im Silicon-Valley in Kalifornien, sehr gefragt. Dies ermöglicht, neue Absatzmärkte und Geschäftsfelder zu erschließen sowie die Stückzahlen zu erhöhen.